# Provincia de Macuata
Macuata es una de las tres provincias de la División Norte del archipiélago de Fiyi. 

## Características
Ocupa el noreste de la isla de Vanua Levu. La provincia tiene 114 pueblos repartidos entre 12 distritos. Su población según el censo de 2007 es de 72.441 habitantes lo que la convierte en la cuarta provincia más poblada de Fiyi. Más de un tercio de la población reside en la capital, Labasa (24.187 habitantes en 1996). Su superficie es de 2004 km².
La provincia es gobernada por un Consejo Provincial, encabezado por el Ratu Aisea Katonivere.